# 관심 (후한)
관심(關審, 90년 ~ 156년), 후한 말의 인물, 광소왕의 아들이며 관의의 부친, 관우의 조부이다.
자는 문지(問之), 해주 보지리 상평촌(解州 寶池里 常平村)에 거주했으며, 역경(易經)과 춘추(春秋)로 아들 관의를 가르쳤고 156년 사망하니 향년 68세였다.
1725년, 청나라의 옹정제가 그를 관우의 조부로써 유창공(裕昌公)에 추존했으며, 1855년 함풍제가 왕으로 재추존하여 유창왕(裕昌王)이 되었다.